# Спеваковка (Харьковская область)
Спевако́вка или Спивако́вка (укр. Співаківка; в 1921—2016 гг. Червоный Шахтёр) — село в Изюмском районе Харьковской области Украины.

## Население
Население по переписи 2001 года составляло 501 человек (227 мужчин и 274 женщины).

## Географическое положение
Село Спеваковка находится на левом берегу реки Северский Донец, река в этом месте извилиста, образует лиманы и заболоченные озёра, на противоположном берегу расположено село Заводы.
Село окружено большим лесным массивом (сосна), именуемом Спиваковский лес.

## История
- 17 (27) февраля 1682 года — дата основания Спиваковки.[10]
- В 1692 году в селе провели перепись[11].
- 1723 — дата первого упоминания слободы Заводы на левом берегу Донца[12], согласно церковному историку Филарету Гумилевскому. В 1930-х слобода вошла в состав села Спеваковка[13].
- В Спиваковке до ВОСР была построена православная церковь во имя святого Николая Мирликийского. В слободе Заводы — церковь во имя апостолов Петра и Павла.[7][8]
- Январь 1918 — установлена Советская власть.
- Апрель 1918 — село оккупировано австро-германскими войсками. Во время оккупации жители организовали партизанский отряд[источник не указан 1489 дней].
- Осенью 1918 года в условиях революции и Гражданской войны в Изюмском уезде были сформированы три партизанских отряда, один из которых дислоцировался в Спиваковском лесу[5]. Отряд принимал участие в Изюмском восстании, которое продолжалось с 10 ноября 1918[14] по 5 января 1919 года.[14][5]
- Декабрь 1918 — в селе восстановлена Советская власть.
- 7 октября 1921 года — Спеваковку переименовали в Червоный (укр. Красный) Шахтёр. Это было вызвано тем, что в борьбе против Добровольческой армии ВСЮР участвовали шахтёры близрасположенного Донбасса, которые воевали в отрядах Красной Армии. Некоторые из них погибли и похоронены в Спеваковке.
- В 1927 году в приходе Николаевского храма были 1135 человек; в приходе Петропавловского храма — 691 человек; оба храма были обновленческими.[7][8]
- 1930-е годы — в состав села присоединили соседнюю слободу Заводы (не село Заводы (Харьковская область)).
- В 1993 году в Красном Шахтёре действовали медицинский пункт и отделение связи.[1]
- 19 мая 2016 года название села по «закону о декоммунизации» изменили, вернув старое название «Спеваковка».

## Экономика
- При СССР в селе была молочно-товарная ферма.
- Придонецкое лесничество.

## Объекты социальной сферы
- Школа.

## Достопримечательности
- Братская могила советских воинов и советских партизан. Похоронены павших 250 воинов.

## Известные люди
- Галицкий, Николай Васильевич — Герой Советского Союза.
- Колесник, Павел Антонович — Герой Советского Союза.
- Кушнарёв, Евгений Петрович — 16 января 2007 года был смертельно ранен во время охоты около села Червоный Шахтёр.